# Hipposcarus longiceps
Hipposcarus longiceps là một loài cá biển thuộc chi Hipposcarus trong họ Cá mó. Loài này được mô tả lần đầu tiên vào năm 1840.

## Từ nguyên
Tính từ định danh của loài được ghép bởi hai từ trong tiếng Latinh: longus ("dài") và -ceps ("ở đầu"), hàm ý đề cập đến phần mõm dài đặc trưng của loài cá mó này.

## Phạm vi phân bố và môi trường sống
H. longiceps có phạm vi phân bố rộng rãi ở Tây–Trung Thái Bình Dương. Từ bờ biển Việt Nam, loài này xuất hiện ở hầu hết vùng biển các nước Đông Nam Á, ngược lên phía bắc đến quần đảo Ryukyu (Nhật Bản), về phía nam giới hạn đến rạn san hô Great Barrier và đảo Lord Howe, mở rộng phạm vi về phía đông đến các quần đảo, đảo quốc thuộc châu Đại Dương (trừ quần đảo Hawaii), xa nhất là đến Tuamotu.
Loài này cũng được biết đến ở Đông Ấn Độ Dương, và được ghi nhận dọc theo bờ biển Tây Úc và các rạn san hô vòng ở ngoài khơi, bao gồm đảo Giáng Sinh và quần đảo Cocos (Keeling) (Úc).
H. longiceps sống gần các rạn san hô trong đầm phá có nền đáy cát và đá vụn, nhưng cũng có thể được tìm thấy trên các rạn san hô viền bờ ở độ sâu đến ít nhất là 40 m.

## Mô tả
H. longiceps có chiều dài cơ thể tối đa được biết đến là 60 cm. Thân thuôn dài, hình bầu dục. Vây đuôi bo tròn với hai thùy đuôi ngắn.
H. longiceps trưởng thành có thân hình bầu dục thuôn dài; mõm tròn và nhô ra. Cá cái có thân màu nâu tanin hoặc xám nhạt với vây đuôi màu vàng. Cá đực có màu xanh lục lam sáng, vảy hai bên thân có viền màu cam. Môi trên có viền cam. Cá con có màu trắng nhạt với một dải sọc ngang màu cam giữa thân, kết thúc bởi một đốm đen ở trên cuống đuôi.
H. longiceps và Hipposcarus harid có nhiều nét tương đồng về mặt hình thái, nhưng vẫn có thể được phân biệt qua kiểu hình của vây đuôi ở cả hai giới: H. harid đực có thùy đuôi dài hơn so với H. longiceps, còn H. longiceps cái lại có vây đuôi màu vàng, so với vây đuôi màu xanh ở H. harid.
Số gai vây lưng: 9; Số tia vây ở vây lưng: 10; Số gai vây hậu môn: 3; Số tia vây ở vây hậu môn: 9; Số tia vây ở vây ngực: 15.

## Sinh thái học
Thức ăn của H. longiceps là các loài tảo đáy. H. longiceps thường hợp thành đàn lớn khi kiếm ăn lẫn sinh sản, và cả khi ngủ. H. longiceps là loài lưỡng tính tiền nữ, nghĩa là cá đực đều từ cá cái chuyển đổi giới tính mà thành. Những con cá đực chưa trưởng thành hoàn toàn có thể vẫn còn mang kiểu màu của cá cái.
H. longiceps được đánh bắt ở nhiều địa phương trong phạm vi của chúng.